# Idioma lule

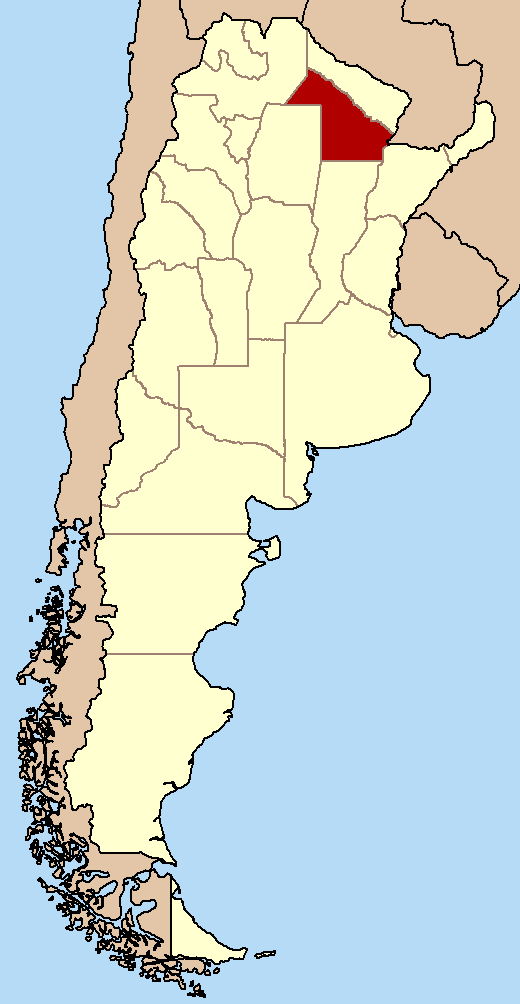
Ubicación de la provincia de Chaco, Argentina

Lule es una lengua indígena del norte de Argentina.
Lule puede estar  extinto hoy. Campbell (1997) escribe que en 1981 hubo un informe no confirmado de que 5 familias todavía hablan Lule en  Resistencia en la provincia del Chaco en el centro-este.
No está claro si es el mismo idioma que "Tonocoté".

## Variedades
Variedades no certificadas clasificadas por Loukotka (1968) como parte del grupo de lenguas Lule.
- Tonocoté - una vez hablado en el Río Bermejo cerca de Concepción, Chaco.
- Isistiné - una vez hablado en el  Río Salado cerca de San Juan de Valbuena, Chaco.
- Oristine - una vez hablado en el río Salado cerca de San Juan de Valbuena, Chaco.
- Toquistiné - una vez hablado en el río Salado cerca de Miraflores.
- Matará / Amulahí - una vez hablado cerca de la ciudad del mismo nombre en el río Salado.
- Jurí - lengua extinta de una tribu agrícola que habitaba en los ríos Hondo y Salado, provincia de Santiago del Estero. Los últimos supervivientes ahora solo hablan un dialecto quechua.

## Relaciones genéticas
Lule parece estar relacionado lejanamente con el idioma vilela que aún se habla, y juntos forman una pequeña familia de lenguas lule-vilela. Kaufman (1990) encuentra que esta relación es probable y con un acuerdo general entre los principales clasificadores de lenguas sudamericanas. Viegas Barros publicó evidencia adicional 1996–2006. Zamponi (2008) y otros autores consideran a Lule y Vilela como dos aislamientos lingüísticos.
Había tres grupos distintos conocidos como  Lulé :
- El nómada Lule de los llanos, que además de su propia lengua, hablaba Tonocote, la lengua franca local y la lengua del catecismo español.
- Los lule sedentarios de las estribaciones, que eran trilingües en lule, tonocote y quechua además de su lengua original, cacán.
- El Lule-Tonocote, cuya lengua fue registrada por Machoni.

## Datos
En 1586, el padre Alonson Bárzana (Bárcena) escribió una gramática del tonocote, ahora perdida. En 1732 Antonio Maccioni (Machoni), que no conocía la gramática de Bárzana, escribió uno propio, Arte y vocabulario de la lengua lule y tonocoté. de la lengua lule-tonocote en la misión San Esteban de Miraflores. Estos son nuestros datos principales sobre el idioma. Métraux (1946) llegó a la conclusión de que Lule y Tonocote eran idiomas distintos, y quizás no relacionados, y que el Tonocote en la misión de Miraflores había cambiado al idioma Lule en la época de Machoni.
Machoni registra un idioma con vocales /a e i o u/ y pocas consonantes. Se acentúan las sílabas finales. Hay grupos de consonantes en posición inicial y final: quelpç [kelpts] 'me dividí', más delgado  [slimst] 'me sueno la nariz', oalécst [walekst] 'yo sé', stuç [stuts] 'yo lanzo'.